# 鹊鹂
鹊鹂（学名：Oriolus mellianus）为黄鹂科黄鹂属的鸟类，俗名鹊色黄鹂。分布于泰国、柬埔寨以及中国大陆的广东、广西、四川、云南等地。该物种的模式产地在广东龙头山。